# La Chapelle-Blanche (Côtes-d'Armor)
 La Chapelle-Blanche  (en bretón Ar Chapel-Wenn) es una población y comuna francesa, situada en la región de Bretaña, departamento de Côtes-d'Armor, en el distrito de Dinan y cantón de Caulnes.

## Demografía
| 280 | 236 | 181 | 180 | 169 | 165 |
| Para los censos de 1962 a 1999 la población legal corresponde a la población sin duplicidades (Fuente: INSEE [Consultar]) |     |     |     |     |     |